# Розенцвейг, Франц
Франц Розенцвейг (нем. Franz Rosenzweig; 25 декабря 1886, Кассель — 10 декабря 1929, Франкфурт-на-Майне) — немецко-еврейский философ.
Разработанная им в дискуссиях с христианскими мыслителями религиозная философия, является замечательным примером успешного межконфессионального диалога. В соавторстве с Мартином Бубером осуществил перевод Танаха на немецкий язык. В 1919 году основал во Франкфурте-на-Майне «Свободную еврейскую семинарию». Оказал большое влияние на интеллигентные круги немецкого еврейства.
Франц Розенцвейг вошёл в историю философии XX века как мыслитель, создавший систематизированное учение о диалогическом «новом мышлении», которое кардинально отличается от «старого», классического, тем, что оно не является мышлением, обращённым к абстрактному неподвижному и вечному «всеобщему», а речевым мышлением во времени.

## Биография
Франц Розенцвейг родился в семье, далекой от традиционного иудаизма. Он был единственным сыном Георга Розенцвейга, богатого промышленника и члена городского совета Касселя. Поэтому Розенцвейг в молодости практически с иудаизмом знаком не был.
Окончил среднюю школу в Касселе. В 1906 году начал изучать медицину (в Геттингенском, Мюнхенском и Фрайбургском университетах), однако, проучившись несколько семестров, в 1907 году обратился к более интересовавшим его предметам — истории и философии (во Фрайбургском и Берлинском университетах). На духовное развитие Розенцвейга большое влияние оказал историк Ф. Мейнеке. В 1910 г. Розенцвейг занялся исследованием политического учения Г.-В.-Ф. Гегеля. Докторская диссертация Розенцвейга (1912) стала одним из разделов написанного позднее труда «Гегель и государство» (издан в 1920 г.) — работы скорее исторического, чем философского плана.
После бурных споров с принявшими христианство друзьями и родственниками, которые убеждали Розенцвейга в превосходстве современного протестантизма над иудаизмом, Розенцвейг в июле 1913 г. решил принять крещение. Тем не менее он при этом подчёркивал, что рассматривает это не как отречение от еврейства, а как его утверждение, поскольку христианство, по его мнению, является продолжением и завершением иудаизма. Однако незадолго до крещения Розенцвейг случайно посетил в Йом-Кипур маленькую скромную ортодоксальную синагогу в Берлине, и это настолько потрясло его религиозные чувства, что он вышел оттуда с твердым решением остаться верным еврейской религии.
По свидетельству философа Андре Неера, это решение 

«не было вызвано ни национальными чувствами, ни мыслями об особой судьбе, ни горем евреев и Вселенной, как в случае с Натаном Биренбоймом, ни погромами и катастрофой в Европе, как в случае с Гилелем Цейтлиным. Сила молитвы, смиренные слова традиционной еврейской молитвы в Йом-Кипур — вот что вернуло Франца Розенцвейга в лоно иудаизма».
На следующий день после этого Розенцвейг сказал одному из своих друзей, что после того, что он испытал, невозможно снова жить обычной жизнью. С этого момента он обратился к серьёзному изучению еврейского наследия: начал учить иврит и читать Библию в подлиннике, стал посещать лекции Германа Когена и знакомиться под его руководством с еврейской религиозной философией.
Во время Первой мировой войны (1914) Ф. Розенцвейг пошёл добровольцем на фронт.
В 1916 году вел переписку с Македонского фронта с принявшим христианство другом — историком христианского права О. Розенштоком-Хюсси, служившим на другом фронте. Эта переписка была опубликована в 1929 году под названием «Письма не-сиониста к антисионисту». Главная идея Розенштока о том, что откровение, вторжение Божественного в историю, является тем пунктом, вокруг которого люди организуют свой мир, — стала основой религиозного мировоззрения Розенцвейга.
Познакомившись во время войны с образом жизни ортодоксальных евреев Восточной Европы — сефардов на Балканах и хасидов в Польше, Розенцвейг послал в 1917 г. Г. Когену программную статью «Время действовать», в которой сформулировал план совершенствования еврейского образования в Германии.
Ещё во время войны он посылал домой открытки с фронта, которые легли позже в основу его главного философского труда «Звезда избавления» (издан в 1921 г.), который представляет собой анализ философской теологии иудаизма и христианства.
После войны Розенцвейг продолжил своё личное возвращение к еврейству. В отличие от Мартина Бубера, он считал, что его возвращение к еврейству должно сопровождаться соблюдением заповедей. Он даже написал статью, в которой подвергал критике неприязненное отношение Бубера к традиционному еврейскому образу жизни.
В 1920 году с помощью группы еврейских интеллигентов, в которую входили ортодоксальный раввин Н. Нобель (1871—1922), врач Р. Кох, химик Э. Штраус, М. Бубер, А. Э. Симон, Э.Фромм, Г. Шолем, Н. Глатцер, Розенцвейг организовал во Франкфурте «Свободный еврейский дом учения» («Das Freie Jüdische Lehrhaus»). Его цель заключалась в изучении еврейского образа жизни в современном мире: преподаватели и ученики, независимо от уровня своей академической подготовки, равно стремились овладеть основами еврейских знаний.
В 1922 году, в 36 лет заболел тяжелой формой бокового амиотрофического склероза, приведшей к почти полной неподвижности и потере речи, но продолжал творить, сохранив до последних дней жизни всю силу своего интеллекта.
В последние годы жизни значительную часть своих работ диктовал с помощью знаков, главным образом своему другу Мартину Буберу. Свою философскую работу «Новое мышление» (1925) он диктовал своей жене одними лишь глазами, уже после полного паралича.
10 декабря 1929 года в возрасте почти 43 лет Франц Розенцвейг, разбитый параличом, скончался в Франкфурте-на-Майне.

## Творческое наследие
В годы болезни Розенцвейг переводил на немецкий язык стихи Иегуды ха-Леви: «Шестьдесят гимнов и стихотворений Иегуды ха-Леви» (1924); «Девяносто два гимна и стихотворения Иегуды ха-Леви» (1927), «Сиониды» (издано посмертно, 1932). Во введении и подробных примечаниях к своим переводам Розенцвейг рассматривал религиозно-философские проблемы поэзии этого автора.
Значительным вкладом Розенцвейга также стала работа над новым переводом Танаха на немецкий язык в соавторстве с Мартином Бубером (1924). Совместный перевод был доведен до книги Исайи и вышел в 1925 г. в десяти томах под названием «Писание». М. Бубер после смерти Розенцвейга завершил перевод в Израиле. Главный принцип, на котором основывался этот перевод, — представление о единстве происхождения всех языков, делающем возможными поиски общей этимологической основы слов разных языков. Немецкий язык перевода Писания максимально приближен к языку оригинала, переводчики старались воспроизвести на немецком языке черты библейского текста, связанные с его устным характером. В то же время, в отличие от традиционного перевода Мартина Лютера, этот перевод не был дословным. Переводчики стремились создать литературный перевод, рассчитанный, главным образом, на немецких читателей (в отличие от перевода Мозеса Мендельсона, предназначавшегося немецким евреям), исходя из традиционных комментариев и принимая во внимание библейскую критику. Четырёхбуквенное имя Бога (Тетраграмматон) они передавали в духе своей диалогической философии, личным местоимением («Ты», «Он»).
Из года в год в Германии обществом за еврейско-христианский диалог присуждается медаль Бубера-Розенцвейга за внесение значительного вклада в диалог между евреями и христианами.
Мысль Розенцвейга оказала большое влияние на еврейские религиозные круги, прежде всего через его сподвижников, намного переживших его (М. Бубер, А. Э. Симон, Н. Глатцер, и других). После Второй мировой войны идеи Розенцвейга получили распространение среди еврейской молодежи США, стремящейся вернуться к религии, не порывая связи с современной культурой. Важную роль в этом сыграло исследование-антология Н. Глатцера «Франц Розенцвейг: его жизнь и мысль» (на английском, 1953), в котором приведено много фрагментов произведений Розенцвейга.

### Произведения
- Habilitation // «Гегель и государство», 1920
- «Звезда избавления», главный философский труд Франца Розенцвейга (издан в 1921 г.; неоднократно переиздавался; переведен на несколько языков, в том числе на иврит, 1970, на английский язык, 1971, и на русский язык, 2017)
- Das Buchlein vom gesunden und kranken Menschenverstand. Dusseldorf, 1964;
- Der Mensch und sein Werk. Gesammelte Schriften. Stuttgart, 1984;
- Der Stern der Erlosung. Frankfurt am Main, 1988;
- Новое мышление // Махлин В. Л. «Я и Другой» (истоки философии «диалога» XX в.). — СПб., 1995